# Mafia polonaise
 (avril 2017).
Si vous disposez d'ouvrages ou d'articles de référence ou si vous connaissez des sites web de qualité traitant du thème abordé ici, merci de compléter l'article en donnant les références utiles à sa vérifiabilité et en les liant à la section « Notes et références ».
La mafia polonaise est une organisation criminelle implantée en Europe et en Amérique, ainsi qu’en Australie et en Russie. Plutôt discrète et assez renfermée sur elle-même, elle opère de temps en temps avec d’autres groupes mafieux irlandais, italiens, biélorusses, ukrainiens et russes.

## Histoire

### Aux États-Unis
Elle est présente dans plusieurs grandes villes des États-Unis comme à New York, dans les quartiers de Greenpoint, Williamsburg et d’autres quartiers de Brooklyn. À Chicago dans le quartier de Jackowo, à Philadelphie, Détroit, Pittsburgh, Cleveland, Buffalo et dans beaucoup d'autres villes où sont présentes d'importantes communautés polonaises.
Pendant la période de la Prohibition, beaucoup de criminels polonais américains d'origine polonaise ont saisi l'opportunité de gagner beaucoup d'argent avec le trafic de cigarettes et d'alcool importés directement de Pologne. À Chicago, Joseph Saltis s'est allié à Al Capone, chef du plus grand gang de la ville, l'Outfit de Chicago (mafia américaine), qui a donné à la ville la réputation d'être la plus dangereuse des États-Unis et a été impliqué dans des dizaines de meurtres. Joseph Filkowski, un grand nom du crime organisé et ses amis Joseph Stazek et Paul Jaworski ont été les premiers à avoir volé des véhicules blindés.

## Description
Aujourd'hui, la mafia polonaise est toujours présente, de manière diffuse, et se compose de plusieurs gangs :
- Le Kielbasa Posse, qui est un groupe mafieux très violent et imprévisible. Ce gang est composé d'immigrés polonais qui vivent à Port Richmond, Kensington, North Philadelphia, le comté de Bucks et dans le New Jersey. Ce gang a chassé les mafieux russes et italiens qui s'y trouvaient et contrôle maintenant leurs territoires. La fabrication et la vente d'ecstasy est leur principale source de revenus et est réalisée à une échelle industrielle. Ils se rencontrent plusieurs fois par semaine dans des bars polonais locaux et bien qu'ils aient la réputation d'être des durs et impitoyables, ils ne cherchent pas de problème aux autres citoyens à condition que ces derniers ne s'occupent pas de leurs affaires.
- Le Greenpoint Crew : en mars 2006 le United States Attorney's Office à New York a publié un communiqué de presse couvrant la mise en accusation de 21 membres d'une organisation criminelle polonaise de Greenpoint, Brooklyn. Mené par Ostap Kapelioujnyj et par Krzysztof Spryasak, le gang a été accusé de trafic d'armes à feu de contrebande, de vol d'armes, de trafic de drogue, d'extorsion, de vol de voitures, de fraude à la carte de crédit et de recel, la plupart du temps à New York mais aussi en Pologne et dans quelques pays d'Europe de l'Est. Le gang usait souvent de la violence pour arriver à ses fins. La vidéosurveillance a été utilisée pour prouver au procès de Spryasak et Kapelioujnyj leurs extorsions en montrant les deux hommes menaçant un commerçant avec une arme après avoir déjà volé deux ordinateurs, un appareil photographique et un baladeur numérique[2].